# 上祐史浩
上祐 史浩（じょうゆう ふみひろ、1962年〈昭和37年〉12月17日 - ）は、現役オウム上祐派ひかりの輪代表。
旧オウム真理教の宗教法人の責任役員で（当時の信者名（ホーリーネーム）は、マイトレーヤ）、オウム事件後にオウム真理教が改名してアレフ（現Aleph）になった後に一時期代表を務めたが、2007年3月にオウム時代の反省を表明して脱会。2007年5月に、「宗教団体ではない仏教や心理学の学習教室」であるとするひかりの輪を設立し、以来代表を務めている。
しかし、反省といいながら「事件に刑事責任がないひかりの輪の人間が、謝罪にこだわるのは、どうか、というお考えをいただいたこともあり、現在謝罪が難しい方には、静かに機会を待ちたい、と思います」と述べ、「解散は極端な内容」と解散しての謝罪を全否定している。

## 概要
福岡県三潴郡城島町（現・久留米市）にて九州大学出身で福岡銀行に勤める父と、福岡学芸大学（現：福岡教育大学）出身で教員の母の間に生まれる。父親は最初弁護士を目指していたが、かなわずに銀行員となった。福岡には4歳まで生活し、父親が東京勤務となったため一家で上京、その後、父親が東京のライターを売る貿易会社に転職するが、父親の女性問題によって両親が別居し、母子2人暮らしとなる（両親が正式に離婚したのは上祐が出家した頃）。父親は離婚後も養育費はきちんと払っていたことを上祐は後に確認している。父親は、その後脱サラしライター分野で起業。小学校から高校まで成績は良かった。なお、「上祐」という苗字は、福岡県を中心に20名ほどいるとしている。
早稲田大学高等学院卒。早稲田大学時代は、英語会のサークルに所属し、英語ディベート活動の大会で入賞するなど活躍した。その後、日本の英語ディベートを統括する日本ディベート協会の理事となった。修士課程の2年目の1986年、オウム真理教の前身団体で当時ヨガ団体だった「オウム神仙の会」に出会い、8月に入会する。きっかけは『月刊ムー』（学研）での麻原の紹介記事であった。当時、超能力や健康、神秘的な事柄に関心があったが、ヨガには興味はなかった。入会後、泊りがけで参加した丹沢セミナーにおいて、1日10時間にも及ぶ厳しい行法やヨガの呼吸法など、ストイックで過激な修行に強い印象を受けた。その後、数回修行を繰返したところで神秘体験を経験。瞑想しながら体の感覚がなくなるような不思議な感覚や不思議な色や光を見る。最終的にはクンダリニーまで体験。このことで、麻原をヨガの正しい指導者として認識するに至る。
同年4月に特殊法人宇宙開発事業団に入る（現JAXA）。宇宙開発事業団に入った理由は、当時の宇宙開発事業団会長がNHK教育テレビジョンで「これからの地球を救うのは宇宙である」と話しているのを聞き、感銘を受けたためである。また、アポロの月着陸を見た世代であり、宇宙が子供時代からの憧れであったためである。しかし、就職する少し前に始めていたオウム神仙の会が面白くなり、出家するため、1か月で退職。上祐が宇宙開発事業団を退職したのは5月だが、オウム真理教は7月から出家制度を基本とする宗教団体に衣替えしていった。出家や退職について母親には反対されたが押し切った。
上祐は、オウムでは、男性の中で佐伯一明（後の岡崎一明・宮前一明）に次いで二番目の成就者であった。上祐が出家当時の麻原は「極限」という言葉を好み、「6つの極限」を提唱していた。「布施や奉仕の極限」「戒律を守る極限」「忍耐の極限」「精進の極限」「瞑想の極限」「知恵を磨く極限」である。オウム真理教では上祐は早くから認められ、1987年時には既に数百人の会員のうち10人ほどしかいなかった「大師」として認められる。1987年10月頃、ニューヨークにオウム真理教の支部を開設し、その支部長を務めた。1989年には大阪支部長を務めた。新興宗教ブームの仕掛け人として、当時麻原はしばしばマスメディアにも登場した頃であった。
1989年には坂本弁護士一家殺害事件が発生。この事件の直前に上祐は麻原に反対する発言をしたため、石井久子とともに共謀の場から外され、この事件には関わっていない。この坂本弁護士の事件の前に、坂本弁護士を殺害したメンバーが中心となり2件の内部事件（オウム真理教男性信者殺害事件）が既に起きていた。上祐は、これら3つの事件の全容を知らずに教団のスポークスマンとしてそれらの事件の「もみ消し役」を麻原に命じられた。その際の発言の数々が、マスメディアで「ああいえば、上祐」と言われるきっかけとなる。
1992年12月には、「尊師」,「皇子」に次ぐ位階の「正大師」に昇進。「マイトレーヤ正大師」として1990年の武装化開始後は生物化学兵器開発に関与し、亀戸異臭事件（ただしこれは刑事犯罪ではなく誰も訴追されていない）にも参加した。1993年9月にはロシア支部長に就任。
1993年秋から教団ロシア支部に出向。なぜ上祐が指名されたのかは上祐自身分からないというが、麻原に対して信者の中で唯一異論を述べる存在であるために煙たがられたための「左遷説」「擁護説」などがメディアでは飛び交った。ロシア語はほとんど話せないが、片言のロシア語か、英語－ロシア語の通訳を介して英語で話していた。時には日本語－ロシア語の通訳を介することもあったが、その通訳は、ソ連崩壊前には対日本の諜報部で活躍していた人物であった。
地下鉄サリン事件後には、麻原にロシアから日本へ呼び戻され、「緊急対策本部長」に就任。外報部長・緊急対策本部長などの役職でスポークスマンの役割を果たす。得意とする話術や堪能な英語力で教団の疑惑や犯罪容疑に反論することから、「ああいえば、上祐」と揶揄された。1995年10月6日に国土法違反事件で有印私文書偽造などの容疑で逮捕され、懲役3年の実刑判決を受ける。サリンの製造技術については、当時アメリカの学者がサリンに関する情報をインターネット上に公開しており、それをネット検索で見付けた土谷正実らが探し出し、試行錯誤の末、製造に成功したということをマスコミ関係者から聞いたと、上祐は証言している。
1999年12月に広島刑務所を出所して、麻原の子女らと教団幹部らが内部対立していた教団に復帰し、2000年2月に「アレフ」（現Aleph）を設立、2002年にアレフ代表に就任した。アレフは、それまで教団最高幹部であった麻原の子女ら(松本麗華他)が逮捕されたこと（旭村事件）で、麻原の家族は、必然的に教団運営から外れることとなったが、その後、麻原の妻の松本知子が出所すると、松本知子と麻原の子女らが、秘密裏に教団運営に関与、教団の主導権を握るようになり、上祐排除の指示（上祐は悪魔に取りつかれたため麻原を批判している等）を、教団幹部らにに出したことで、上祐は突然教団運営から排除され軟禁状態となった。
なお、上祐が、一般に弟子の中で最高位とされる「正大師」の位階であったにもかかわらず、麻原の子女・松本麗華らが、上祐を排除したり軟禁したりできた理由は、麻原の子女らの教団内での位階が、上祐より上の「皇子（こうし：すべての弟子の上の位階）」と麻原により位置づけられていたためである。
しかし2004年1月、麻原家やその意向に従う信者らの強い反対を押し切り教団に復帰、いわゆる「上祐派」が形成された。その結果、内部対立が激化し、上祐に反対する反上祐派と、上祐を支持する上祐派、そのどちらにもよらない中間派という三つに分裂した。その後、2007年3月にアレフを脱会、2007年5月、別団体として独立、「ひかりの輪」を設立した。
なお、公安調査庁は、上祐が麻原の意思を実現するために“麻原隠し”を徹底し観察処分を免れるための隠蔽工作として別団体を作ったのではないのかという見方をしている。一方、東京地方裁判所は、「原告（※ひかりの輪）の設立は、別団体を組織して、別団体との間で役割分担しながら活動することを求めていた松本（※麻原）の意思に従ってされたものであるとまでは認めることはできない。」と事実認定し（2017年9月25日の判決）、麻原の意思に基づいて設立された団体ではないとしている。

## ひかりの輪
2007年5月7日、俺様はカリスマとして麻原の教義を完全排除したとする新団体ひかりの輪を設立、代表に就任。上祐はひかりの輪を「仏教の思想や心理学を学んだり、ヨガの体操や呼吸法を実習したり、聖地巡り（パワースポット、全国各地の神社仏閣、それに付随する自然など）を行っている」と説明している。その活動状況は、インターネット上のサイトや、YouTubeチャンネルで公開している。
野田成人は「上祐はオウムの正大師だから、ひかりの輪代表ということでいいかもしれない」と述べている。
公安調査庁は、麻原の影響力を払拭したかのように装うオウム真理教の後継団体であり、麻原の死刑が執行された2018年7月以降も依然として麻原の影響下にあるなど、危険な体質との認識を変えていない。一方、公安調査庁に35年間務めた元公安調査官は、ひかりの輪への監査の結果、ひかりの輪は麻原の影響下になく、危険性はないと2020年9月30日付けでコメントしている。アメリカ国務省も、オウム真理教そのものについて、テロの危険はないとして、1997年以来25年間続けてきた「外国テロ組織（FTO）」指定を2022年5月20日に解除している。ただし、大統領令に基づく「国際テロリスト（SDGT）」の指定は2025年現在も継続されており、資産凍結等の措置も維持されているがオウム真理教のアメリカ・ニューヨーク支部はオウム事件後に閉鎖されて凍結資産は事実上なく、資産上は別団体のひかりの輪に適用されないと思われる。 

## 経歴

### 1980年代
入信以前
宇宙戦艦ヤマトと江川卓と超能力が好きな少年だった。オウム時代とは対照的に、成人前の上祐はあまり目立たない方であった。父親は事業に失敗し家に帰らず母子家庭状態となり、上祐が駅や公園で呆然としていた姿も目撃されている。
早稲田大学在学中の1982年に、同大学の学生サークルの英語会（WESA）に入会し、英語のディベート・スピーチ・ディスカッションなどを学んだ。そして、ディベートの大会に出場し、後に日本の英語ディベートを統括する日本ディベート協会の創設理事の一人となった。ディベートサークルの活動を通じて、苫米地英人と面識があった。ただし、大学が異なる苫米地とはディベートの試合をしたり、コーチを受けたりしたことはないとのこと。
入信
大学時代より超常現象チベット仏教教団活動、ヨーガなどに強い興味を持っていたが、オカルト雑誌『トワイライトゾーン』に掲載されていた麻原彰晃のアーサナ解説記事をきっかけに、1986年に、同誌で紹介されていた麻原彰晃主催で後のオウム真理教となるオウム神仙の会に入会する。麻原の空中浮揚写真は長年信じていた。
早稲田大学大学院を出た後、特殊法人宇宙開発事業団に就職するも1ヶ月で退職し出家、ニューヨーク支部建設に携わる。出家番号は13。ニューヨーク支部長を務める。
ニューヨークでは入信者を増やすことができず、定期的に入信状況を伝える都沢からの電話で手厳しい叱咤激励の言葉をかけられ、プライドを傷つけられた。1988年にニューヨーク支部の一時閉鎖が決まると、麻原から「今後海外支部を担当することはないだろう」と言われる（なお上祐は、ニューヨーク支部はその後も存続し、麻原からそのようなことを言われた事実はないと述べている。現に上祐は1992年に同支部を訪問し、さらに1993年にはロシア支部に赴任している）。
通訳として海外の宗教家・政治家と交流
英語が堪能なこともあって、この時期以降、海外の多くの宗教者・政治家と、麻原の通訳などとして面会・交流した。その中には、ダライ・ラマ14世、チベット仏教カギュ派の僧侶で欧米での布教に成功したカル・リンポチェ、スリランカの著名な高僧アーナンダ・マイトレーヤらなど、上祐が単独で面会して、オウム教団のために折衝する場面もあった。
恋人を捧げる
上祐の恋人の都沢和子も共に出家信者となった。入会後は都沢は麻原に惹かれて上祐から離れている面があったが、尊師のマハームドラー（試練）だと認識し理解することで乗り越えられたという。1995年に岩上安身のインタビューに答えて、「尊師は煩悩を遮断する力が強いので誰とセックスしてもいい」「彼女（都沢）は麻原尊師と融合するならば、それはあの、精神的ステージが高くなるんで、私と融合するよりいいと思うんで、私は恋人を麻原尊師に捧げたいと思います。私はそういうのは負担ですので。」と語っている。
坂本弁護士との接点
1989年、青山吉伸、早川紀代秀らと共に坂本堤弁護士と訴訟回避に向けた交渉を行ったり、TBSに坂本堤弁護士インタビューの放送中止を要求する（TBSビデオ問題）などしていたが、未成年だけでなく上祐のような成人も親元に戻るべきとする坂本と見解の相違が生じて決裂した。なお、この時、「信教の自由」を主張する上祐に対して、坂本が「人を不幸にする自由はない」と言ったとされる話があるが、上祐によれば、このようなやり取りはなかったという。
麻原から（坂本の名前は出さずに）教団に批判的な存在をポア（殺害）することについて一度意見を求められた際に強く反対しており、そのため、坂本弁護士の殺害に関しては、同じく反対していた石井久子や上祐を除いて、麻原は殺害を謀議、坂本堤弁護士一家殺害事件を起こす。暴力行為ではなく自らの広報活動によって批判による影響を和らげるべきだと考えていた上祐は、教団が起こした事件だと察した際には不満を感じ麻原に電話するも、逆に事件を正当化するよう説得された。
後年、上祐はテレビ朝日の取材の中で（その当時は自分がまだ知らなかったオウムの犯罪を考慮すると）坂本に先見の明があったと思うと証言している。一方、早川紀代秀は坂本弁護士事件について上祐や石井久子、松本知子は知っていたと証言している。しかし、上祐によれば、事件について誰からも事前に聞かされたことは一切なく、事件後にも麻原が事件を肯定する話は聞いたが、教団の関与は聞かされてはおらず、早川の臆測にすぎないと述べている。

### 1990年代
衆議院選挙オウム出馬
1990年の第39回衆議院議員総選挙に、真理党として教団幹部の立候補にも岐部哲也と共に最後まで反対していたと伝えられている。選挙で上祐は東京5区から立候補したが、最下位で落選した。この選挙が惨敗に終わり、麻原が大勢の信者達を前に話した「国家権力によって票のすり替えが行われた」という陰謀論にもただ一人異議を唱え、「自分独自の電話調査では麻原彰晃に投票すると言った有権者は100名中誰もいなかった」と発言。一人で反駁を続けたため、麻原は選挙結果の調査をするが、麻原の考えは変わらなかった。
アンダーグラウンドサマディ
1991年11月には、地中に埋められ密閉された３メートル四方の木製の箱の中で、飲食を断って5日間過ごすという「アンダーグラウンドサマディ」を行った。常人を超えた深い瞑想に入って酸素摂取量を減少させなければ酸素不足となり生還できないという主張に基づいて、数週間の集中的な瞑想修行の準備を経て、教団の幹部信者の中で初めて行ない、5日間を完遂した。
BC兵器開発
オウム真理教の兵器開発にも携わっており、生物兵器風船爆弾開発、ホスゲン爆弾計画、第7サティアンサリンプラント計画、亀戸異臭事件（ただし不能犯と認定され、誰も刑事訴追されていない）に関わっていた。裁判では、上祐史浩はサリンプラントは初期の段階に関与しており、研究室レベルの製造装置を何千も作ればよいと提言していたことが明らかになっている。ホスゲンや亀戸での炭疽菌の製造は、有毒なものが製造できなかったため不能犯として起訴などはされていない。上祐史浩は、第7サティアンの問題を修正するため、サリン製造経験のあるロシアの化学エンジニアをリクルートしようと試みたが、失敗に終わったと海外雑誌は指摘している。
1993年6月～7月の亀戸異臭事件では炭疽菌培養のまとめ役を担当した。1993年1月（亀戸異臭事件の前）に行われた以後の製造実験に関する会議では、参加はしていたものの肯定的でなかったことから麻原に叱責を受けたと語るが、野田成人によると、どうせ失敗するのではと考える他の信者をよそに「絶対にこのプロジェクトは成功させるからな！」と張り切っていたという。
ロシア支部へ
1992年よりロシア支部に派遣されている。早川紀代秀曰くロシアでの上祐は「グルのようで、小麻原みたいになっていた」。ロシア支部では支部長を務め、1994年には、モスクワ市が認可する別の宗教法人をも設立して、その代表となって活動した。1994年以降は麻原に「日本にいると身に災いが及ぶ」と言われほとんどをロシア連邦で過ごしていたが、一時的に日本に戻った際に教団による薬物を使ったイニシエーションを受け、麻原への帰依を深めることとなった。
ロシア支部への派遣の背景には、次のような事情があったと元幹部の富田隆は述べている。「上祐の頭の良さや能力からいえば、麻原の側近として常に側に置いておいてもよいのに、海外支部などの遠方に追いやられていることが本当に多かったのです」「（上祐は）麻原のイエスマンになり切れずにいました」「麻原に忖度しながらも麻原に思いをぶつけたり、自分の意見をいったりしていた」「麻原に可愛がられている反面、煙たがられてもいました」「物理的に遠いところに上祐を置いておいて、上祐に口を挟まれないようにしたうえで、麻原は好きなことをやっていたのです。その反面、麻原や側近の手に余る事態が生じると、カヤの外だった上祐を呼び戻して、正確な情報を与えないままで処理させることもよくありました」
地下鉄サリン事件後
1995年、地下鉄サリン事件が発生して間もなく、麻原から「広報活動をしてほしい」との電話が届き、日本へ帰国する。
サリン事件後、教団の広報責任者として、青山吉伸や村井秀夫らと共に、連日朝から晩までテレビのワイドショーやニュース番組やラジオに出演した。麻原・教団の指示に従って、無理があると本人は思いながらも、オウムに批判的なあらゆる意見に対して徹底的に反論、数々の疑惑事件は創価学会や米軍、自衛隊を初めとする国家権力の陰謀であり、サリン被害を受けているのはオウムだとの見解を示し続けた。海外メディアに対しても堪能な英語で反論した。なお、青山も村井も上祐も、教団のサリン製造の試みに関して知っていた。

更に、記者会見の場でも才能を発揮。容疑がいわゆる微罪逮捕や別件逮捕が横行した際は、怒りをあらわにし、机に拳を叩きつけながら警察や報道機関を批難した。

逮捕容疑の一覧を記したフリップを公表すると「まぁただ私はあまりごちゃごちゃ言いたくないんですよ、これ（フリップ）見たら分かるでしょう？　馬鹿らしいですよこんなの！」と言いながらフリップを投げた

村井秀夫刺殺事件直後の会見では、記者が今度の事件で麻原彰晃代表が会見を開くのかと質問したところ、「麻原を殺す気ですか今度は? 麻原を殺す気ですか? 今度は!? 尊師を今度は殺すんですか!?」と激昂した

ああいえば上祐
当時、連日メディアに出演し見せた言論パフォーマンスから、ジャーナリストの二木啓孝に「ああ言えばこう言う」を捩った「ああ言えば上祐」と命名され、「上祐ギャル」と呼ばれる熱狂的な追っかけの女性ファンも登場、ファンクラブができるなど一躍話題の人となった。上祐ギャルからは「母性本能をくすぐる」「愛人になってもいい」「オウムを出てきちんとした宗教団体をつくったら、誘われて入っちゃう」「（神秘性を保つために）村井さんみたいに殺されたほうがいいのかも」と人気があった。
都沢和子とともに早稲田大学英語部（ESA）で教育ディベートの経験者であったことがマスメディアに報じられ、ディベートが相手を言い負かす技術として注目を集めることとなった。ディベートの達人として、上祐は通常なら到底弁護不可能な無理のあることも言い込める技量があった。また、上祐の女性運転手も美人で話題となった（元六本木のホステス。1995年に元信者への逮捕監禁致傷の疑いで逮捕され、懲役2年、執行猶予4年の判決を受けた）

懲役3年の実刑判決
熊本県阿蘇郡波野村（現在の阿蘇市波野地区）の土地取得をめぐる国土利用計画法違反事件で、1995年10月6日に逮捕。偽証と有印私文書偽造・同行使の罪で10月28日に起訴される。
麻原の側近と目される教団幹部であったが、一連のオウム真理教事件では1992年以降はロシア支部にいたこともあり、教団本部の共謀や実行の場にいなかったことや、サリンプラント建設事件では建設が始まる前にロシアに出張したこと、建設・警備関係者のみが起訴されたこと、亀戸異臭事件などの生物兵器の製造散布では、実際に有毒な炭疽菌を製造する意図があったかが不明であることや、有毒な炭疽菌を製造する能力がなかったため（不能犯）、異臭以外に被害が出ず、刑事事件とならず起訴はされなかった。
法廷では麻原について「麻原尊師はあらゆる意味で導き手であり、救世主であり、私のすべて」「サンキュー・アンド・グッドバイ」と語った。
その後、懲役3年の実刑判決を受け、広島刑務所に収監された。
「オウム新法」が出所2日前に制定
勾留中の1997年ごろから、麻原が不規則発言を始めたことや、1999年に起こると麻原が予言したハルマゲドンが起こらなかったことなどから、勾留・受刑中に麻原に対する疑問が強くなり、それが10年後の2007年のアレフ（旧オウム）からの脱会につながっていった。上祐出所の2日前の12月27日に「無差別大量殺人行為を行った団体の規制に関する法律（団体規制法、いわゆる「オウム新法」）」が施行された。このタイミングだった理由は、上祐復帰によって教団が過激化していくことを恐れての措置だったといわれている。1999年（平成11年）12月29日の広島刑務所を出所。

### 2000年代
シガチョフの麻原奪還テロ未遂事件　ロシア当局と日本の警視庁公安部に告発　シガチョフ・チェイス
1999年（平成11年）12月29日の広島刑務所出所後も、教団で有力者とみられていた。公安警察から当初は教団再活性化の危険性があるのではないかと危惧されていた。
しかし、2000年（平成12年）に現地で非合法化されたロシアのオウム信者が、日本でのテロによる麻原奪還・ロシア脱出を計画していることを知ると、ロシアの警察と警視庁公安部に通報し、信者も使って、その阻止に動いた。その中で東京入国管理局に該当信者の入国を認めないよう要請するが、東京入管は違法性がないとして入国させたため、自分に近い信者をロシア信者の監視に派遣した（シガチョフ事件）。
教団に戻るも幹部に困惑
出所後教団に戻るが、現実を受け入れず思考停止や妄想に陥る想像以上の幹部や信者の実態に困惑し、事件の事実や麻原の現実を伝える活動に従事するようになる。「教団に戻ってきた上祐は、事件後5年も経つのに、事件の現実を受け入れず、時代が止まっているかのような教団幹部の現状に困惑しているように見えました。幹部の中には、99年にハルマゲドンが起こるという麻原の予言が外れたことにさえ思考停止して、『麻原が不規則発言の中で、ハルマゲドンは起こったと発言したのだから予言は成就した』と思おうとしている人さえいました。こういった幹部たちは、裏の犯罪行為を直接知らないために、(中略)知らないがゆえに妄想を働かせる余地が残されていたのです。
アレフの発足
上祐は出所後、「正大師」の称号及びその地位を象徴する緑のクルタを返上した。代表代行は「正悟師」の村岡達子であったが、上祐の出所以降は彼が実質的な代表者として、教団の今後の方針決定について主導的役割を果たす。2001年1月18日、上祐名義で「事件に関する総合的見解表明」を、村岡名義で「抜本的教団改革の概要」を発表した。前者においては、一連の事件についての構成員の関与および麻原の刑事責任を認め、被害者・遺族への謝罪を行った。後者においては、被害者への賠償計画および教団の組織改編を説明した。教団は「アレフ」に改称し、教祖は置かず、新たな経典を作成し、村岡が代表となり、内部組織も統廃合を行い刷新することとされた。その日の夜、上祐は教団の横浜支部において朝日新聞の取材に応じた。
上祐の出所後に被害者賠償契約を教団が締結
7月6日に教団が賠償契約を締結。宗教法人オウム真理教が一連の事件の賠償債務のために破産した後に、その残存資産を管理して賠償金の支払いを行っていた破産財団オウム真理教の破産管財人（故・阿部三郎弁護士）との間で締結されたが、この契約は実質上、上祐が主導したものであった。

麻原家族の教団裏支配による軟禁・教団活動からの排除
2002年（平成14年）に、アーレフで代表となるも、「オウム真理教事件を反省し、麻原彰晃の影響を排除する」という社会に融和する改革を打ち出したため、麻原の妻である松本知子の出所後の2003年以降、秘密裏に教団運営に関与するようになった麻原の子女ら（三女・松本麗華と次女）が、教団の主導権を握るようになり、上祐の改革について、「グル外し」（＝グルである麻原の否定）「（上祐は悪魔に取りつかれたため麻原を批判している」等と批判し、上祐を、アレフの教団運営から排除する指示を、野田成人、村岡達子等の正悟師（上祐の一つ下の位階の幹部）らに出し、上祐は、突然教団運営から排除され、事実上失脚し、「修行」と称して自室に軟禁されるようになった（いわゆる「上祐幽閉」）。

なお、上祐が、一般に弟子の中で最高位とされる「正大師」の位階であったにもかかわらず、麻原の子女らの指示で、教団運営から排除されたり軟禁されたりした理由は、麻原の子女らの教団内での位階が、上祐より上の「皇子（こうし）：すべての弟子の上の位階）」と麻原により位置づけられていたため、教団幹部らは麻原の子女らに従った事実があった。
なお、この期間にオウムの分派のケロヨンクラブで傷害致死事件が発生し、グループ内部から上祐らアーレフ幹部に告発があったが、麻原家族の反応が鈍い中で、上祐は、その際も告発した信者に、警視庁に告発するように促している。

また、2002年10月に入り、上祐氏は、21世紀の新時代において、自分がなさなければならないことを示唆する、極めて重大な天命に関するヴィジョンを見た。その後、現実世界でも、ヴィジョンとシンクロする出来事が次々と起こり始める。密教修行者は、夢のヴィジョンを、未来を知るための重要な示唆・象徴として受けることがあるが、今回のヴィジョンは、まさに「21世紀の大黒柱」となるように、という、神々からの啓示だった
反発の激化～内部対立～上祐派として分裂へ
当時の教団の信者によると「教団の中では、上祐への反発が、いっそう激化していきました。幹部の会合では、上祐を呼び捨てにして、嫌悪丸出しの傲慢な態度で、直接的に罵倒する人たちもいました。（中略）これらの非常に激しい排除の行動を見て、逆におかしいと言って辞めていく人も多数出たほどでした」とのことである。また、上祐が軟禁されている間、上祐を批判する「お話会」という名の会合が、麻原家を後ろ盾にして、少なくとも20回以上行われた。その内容は、「上祐が改革という名の下にいかに麻原を外し、否定し、麻原の意思でない外道の活動を行うという悪業を積んだことにより、上祐の周りの信者ともども魔境に墜ち、教団に災いをもたらしたかについて説明する年表を参加者に配布し、その内容が麻原家の三女・麗華も同じように言っていることをほのめかしながら、それをもとに解説を行（う）」というものであったという。
しかし上祐は、2004年1月、麻原家やその意向に従う信者らの強い反対を押し切り教団に復帰、いわゆる「上祐派」が形成された。その結果、内部対立が激化し、上祐に反対する反上祐派と、上祐を支持する上祐派、そのどちらにもよらない中間派という三つに分裂した。
上記、アレフを脱会した元幹部村岡達子の証言（元アレフ会長）では、「ところが04年、上祐氏は監禁されていたマンションを脱出、自分を慕う信者を集めると各地の道場を支配下に置き始める。アーチャリー派との溝はもはや修復しがたいところまで深くなっていた。『そこからはもう、陣取り合戦みたいになって。尊師の奥さんは、"上祐は教団を乗っ取ろうとしている"と親しい信者たちにメールを送り付けていました。実際、 仙台や船橋といった道場が上祐派に押さえられましたが、アーチャリー派も強かった。何しろ経理やメディアを握っていましたから』この頃から上祐氏は、新しい教団を立ち上げるために勝手に信者を集めるようになり、いっぽうアーチャリー派に信頼されていた村岡氏は会計責任者を任されるようになる。
2006年（平成18年）4月30日、TBSの「報道特集」が、新教団立ち上げ計画を明言していた事を報道。この時期、千葉県習志野市のマンションを「上祐派」の道場として使用しながら活動するも、管理者からは立ち退きを要求されており、同年9月には立ち退きを完了。東京都世田谷区南烏山のマンションを拠点とした。
アレフを脱退、新団体「ひかりの輪」を設立
公式サイトも教団から分離して、「脱麻原」（後述）を旨とする新教団として活動、その後も内部分裂が進み、2007年（平成19年）3月8日にアーレフを正式脱退。翌9日、mixiのアカウントを取得したことを、公式サイトのブログで公表した。上祐のマイミクシィ（申請含む）は、わずか2日で上限の1,000人に達した。
5月7日に、麻原の教義を完全排除したとする新団体「ひかりの輪」を設立して、代表の座についた。そして、2009年には、ひかりの輪として、オウム事件の被害者に賠償金を支払う契約を締結して、履行を続けている。

なお、以上のような対立を経て、ひかりの輪が成立するに至った経緯については、東京地方裁判所の判決でも、次のように事実認定されている。「（平成１５年当時）上祐は形式的にはＡｌｅｐｈ（アレフ）の代表者の地位にとどまったものの，平成１５年６月頃から，修行入りと称してＡｌｅｐｈの運営に実質的に関与しなくなり，同年７月頃に麗華と話した際には，麗華は，上祐は修行が足りないので教団運営は任せられない，自分がやると述べた。」「原告（ひかりの輪）が設立されるに至った背景には，知子（松本の妻）が平成１４年１０月に刑務所を出所し，麗華（松本の三女）と共にＡｌｅｐｈの組織運営に介入するようになり，一方上祐が平成１５年６月頃からＡｌｅｐｈの運営に実質的に関与しなくなって，上祐派（Ｍ派）と反上祐派（Ａ派）が対立するに至るという経緯が存在した。」「原告（ひかりの輪）とＡｌｅｐｈ（アレフ）の性格は相当に異なるものとなっている」「原告（ひかりの輪）とＡｌｅｐｈ（アレフ）は対立関係にあると評価することができる」（2017年9月25日/東京地方裁判所/観察処分取消訴訟判決）

### 2010年代
オウム時代の回想
2010年12月3日号のFRIDAY誌上にて、麻原彰晃はカリスマ的な能力はあるが、それが人格と一致せず、誇大妄想と被害妄想の精神病理的な人物と考えていると述べた。その麻原の人格の根源は、幼い頃からの親・社会に対する反感・逆恨みではないかと評した。この麻原への批判については、ブログでも詳細を明らかにしている。さらに、その後、大手出版社等から刊行した書籍でも明らかにしている。
具体的には、上祐は識者の見解を借りながら、麻原は「空想虚言症」という以下のような問題があったと指摘している。①空想力が異常に旺盛で、空想を現実より優先してしまう。②一見才能があり、博学で、地理・歴史・詩歌・技術・医学など何くれとなく通暁しており、話題が豊富であるが、よく調べてみると、その知識は読書や他人の話からの断片の寄せ集めであることがわかる。③弁別がよどみなく、当意即妙の応答が巧みである。④好んで難しい外来語やこけおどしの言葉を並べ立てる。⑤人の心に取り入り、それを操り、関心を惹くのがうまい。⑥自己中心の空想に陶酔し、他人の批判を許さない。⑦万能感と支配幻想。⑧責任転嫁。⑨実利的な利益の重視。
また麻原は「誇大自己症候群」という以下のような問題があったとも、上祐は指摘している。①「万能感」という誇大妄想。②自己顕示欲。③「自分こそが世界の中心である」という誇大妄想。④他者に対する共感性の未発達、喪失。⑤権威への反抗と服従。⑥強い支配欲求。⑦罪悪感・自己反省の乏しさ、責任転嫁と自己正当化。⑧現実よりもファンタジー（幻想）や操作可能な環境に親しむ。⑨被害妄想。⑩目先の利益や快楽のために他人に害を与えても平気である。規範意識の欠如。⑪内に秘める攻撃性――以上のような「空想虚言症」「誇大自己症候群」の特徴を麻原は有していたと上祐は回想し、このような人物に傾倒しないための方策を、自らの経験に基づいて明らかにしている。
また、ロシアに行く前から、オウム真理教がサリンを研究していた事実を承知していたが、当時反対しきれなかったのは、それは信者にとって、一般人と同様に麻原彰晃にポアされることを意味するからだと述べた。
「オウム真理教は事件に関わりがあると薄々気づきながら、当時はマスコミに無関係だと嘘をつき続けていた。自分は嘘吐きだった」と告白した。また、サリン事件は教団が起こしたものだと麻原から伝えられたのは帰国して1ヶ月後（村井秀夫刺殺事件の後）で、一連の事件の全貌を知ったのもその頃だったと語っている。
この上祐の回想を裏付けるように、オウム元幹部の富田隆は、次のように著書で明らかにしている。「つまり上祐は麻原とその側近が、食い荒らしきったところの後処理係のような面があったと思います。麻原も取り巻きも、詳しい事情を話してしまうと上祐に呆れられ馬鹿にされかねないので、中途半端な情報しか与えなかったのでしょう。（中略）地下鉄サリン事件のときにも、当時の報道を見る限り、ロシア支部から上祐が戻されたのは、事件後のようでした。オウムのスポークスマンとして活動している姿を見て、ひょっとしたら今回も正確で詳しい情報を与えられないまま仕事をさせられているのではないかと思いました。なぜなら上祐が屁理屈をこねるときは、正確な情報が少ないときだからです。正確な情報さえあれば、上祐の能力なら、もっと上手く処理できただろうにと思った瞬間が何度かあったように、私は思いました。そんな上祐なので、麻原の家族やオウム原理主義者の集うAleph（アレフ）と決別したのでしょう。」

#### 村井刺殺事件に関して
また村井刺殺事件に関しては、後に雑誌『FRIDAY』2010年12月3日号誌上の対談にて「覚醒剤取引などで関係の深かった暴力団による口封じ説、村井秀夫氏が生きていることで、第2・第3のサリン事件が起きる可能性があったために、当局が起こした謀略説などがあるが、予言を実現させるためにオウム真理教が行った自作自演の可能性があると感じている」と発言している。
ただし上祐によれば、実際に雑誌『FRIDAY』記者に話したことは、「自作自演の可能性を否定はできない」という程度のものであったという。上祐の推察としては、サリン事件発覚後も麻原は、教団武装化を諦めておらず、武装化の鍵となる村井が殺害されたことにショックを受けていたことなどから、自作自演の可能性は低いと考えているという。
『終わらないオウム』で実行犯の徐裕行と対談した2013年以降は「徐氏に会って、あれは単独犯だと感じた。彼の巨悪のオウムを倒すという義憤によるものです。 背景にオウムも暴力団も関係していないと思う」と単独犯説を主張するようになった。『田原総一朗 オフレコ!スペシャル』（2013年6月14日）で上祐と対談した田原総一朗はこの主張に対して「本当かな？」「彼（徐裕行）にとって悪なんかあるのかな」と疑問を投げかけている。
国内の宗教家等との交流
2009年のひかりの輪の設立以降は、オウム時代のような海外の宗教家との交流ではなく、日本国内の修験道や自己内省法「内観」の指導者をひかりの輪の外部監査委員に招き、それらを学んで団体活動に取り入れている。
菊地直子による批判に回答
2012年6月19日号の『SPA!』のインタビュー記事で、上祐が「菊地直子はサリン生成に関与し、刑事責任を負った」と語ったことに関し、菊地は事実ではないと東京拘置所内から手紙で上祐宛に撤回するよう要請したが、返事はなかった。また、菊地がサリン生成に関与したかどうかは、生成に関与した遠藤誠一、土谷正実らに聞けば分かるにもかかわらず、それをせず捜査機関の情報（=マスメディアの報道）を鵜呑みにして話したり、菊地は上祐ともほとんど話したことがないにもかかわらず、菊地の性格についても触れたりしている態度を2018年4月13日付のブログ中で批判している。
一方、上祐のブログの回答によれば、週刊誌の記事は上祐のインタビューを編集したもののために誤解が生じる文章となっているが、記事の中で「刑事責任を負った」とした主体は、菊地を指したものではないという真意を説明した。また、遠藤や土谷らに聞けば分かると言っても、菊地が指名手配されて以降は、同人らと連絡できない状況（逃走中または接見禁止）であったと述べている。さらに、そもそも上祐らの出頭要請にかかわらず、長年逃走を続けた菊地が、サリン事件等で結果として無罪だったために菊地本人の逃走が違法ではなかったとしても、逃走中の自分を男性に匿わせたことから、その男性は（菊地本人の有罪・無罪にかかわらず刑法の規定により）犯人蔵匿罪で有罪となったのであり、この責任は免れられず、自分の逃走行為の問題をよく認識すべきではないかとも指摘している。
オウムを反省・総括した書籍の出版
2011年末～2012年に、平田信・高橋克也・菊地直子といった逃走していたオウム真理教信者が出頭・逮捕されたことで、オウムへの関心が深まったことをきっかけとして、オウムの反省・総括をまとめた書籍を識者との共著の形を含めて出版するようになった。2012年に『オウム事件 17年目の告白』（上祐史浩著・有田芳生検証：扶桑社刊）、2013年に『危険な宗教の見分け方』（田原総一朗・上祐史浩共著：ポプラ社刊）、『終わらないオウム』（上祐史浩・鈴木邦男・徐裕行共著）を出版した。
麻原の死刑執行
2018年にオウム真理教事件の刑事裁判が終結し、麻原死刑執行間近との噂が流れたが、麻原の死刑執行については賛成を表明した。同年7月6日に麻原の死刑が執行されると、上祐は同日中に会見を開き「私も教団で重大な責任があった。被害者遺族に深くおわびしたい」と述べるとともに、麻原に対しては「かつてのような思いはない」とした。
女性幹部信者殺害事件の目撃を認める
2018年7月11日、新潮社の週刊新潮で、上祐が女性信者殺害事件（立件なし）の場に同席し、殺害の光景を目撃していたことを報じた。上祐もこれを認めた。麻原の死刑後になって上祐が証言した理由について、上祐は、麻原の死刑執行を遅延させないためだったこと、上祐の離反を知った麻原が信者らに指示して、上祐の身に危険を及ぼす心配があったことを挙げ、インターネット上で公表している。現に、この事件について上祐や当時の教団信者からの聞き取り調査を行った大田俊寛（宗教学者）は、麻原に異を唱えることが多かった上祐に対して、麻原に逆らうと殺される恐れがあることを上祐に見せつけることを麻原が意図していた（意図的に殺人現場を上祐に目撃させた）のではないかと詳細に分析している。
　　詳細は「オウム真理教女性信者殺害事件#事件の発覚」を参照
マスコミ・インターネット・トークライブ等でのオウムの反省・総括の公表
2018年の麻原の死刑執行もあってオウム事件への関心が再度深まったことから、麻原・オウムの反省・総括・教訓を趣旨とする話を、マスコミやYouTube等のインターネット番組に出演して公表したり、トークライブハウス等で国会議員等の政治家・大学教授・事業家・ジャーナリスト・文筆家・芸能人・宗教関係者などの各界の識者と対談したり、上祐自身のYouTubeチャンネルで公開ライブを行ったりする等して、定期的かつ頻繁に行っている。

#### 2018年の麻原らの死刑執行の際の言動
2018年の麻原の死刑執行に対しては、賛成する言動を示した。上祐は「週刊現代」において、心神喪失状態であるとして死刑を反対する一部の声があることに対して、死刑を執行しない場合は、アレフ信者の麻原への信仰が深まる特殊な事情があることを指摘して、麻原の死刑が必要な理由を次のように語った。「私はきっちり（死刑執行を）やったほうがいいと思っています。麻原を死刑執行しないと国民感情と折り合いがつかない。死刑執行が行われないかぎり、麻原が『処刑されない救世主』として、アレフはさらなる信者を増やしてしまうことになる」
また、次のようにも上祐は述べていた。「アレフはこのままだと、『自分たちの信仰が奇跡を起こした』という盲信の絶頂に至る恐れがある訳です。彼らがそう考えているとしたら、社会がやるべき事は何か。それは当然、麻原の死刑をキッチリ勇気を持って執行することでしょう。しかしアレフの密かな盛り上がりを理解できず、法務大臣・法務省が細かい事に拘って死刑をためらうと、それはアレフを利する事になります。」
死刑執行当日（2018年7月6日）の上祐は、東京高等裁判所内の司法記者クラブで記者会見を開き、自らが麻原から離反し、批判し、裏切り者であったことから、執行に安堵した旨を述べ、執行への賛意をあらためて表明した。さらに、麻原の遺骨が、麻原への崇拝に悪用されないようにするために、「海への散骨」にも賛同している。

### 2020年代

#### メディアでの発言等
2020年代に入っても、引き続き、オウムの反省・総括に基づくとされる意見表明を、あらゆるメディアを通じて行っている。
2021年7月には、YouTubeチャンネルの「街録ch～あなたの人生、教えて下さい～」で発表されたオウム時代の反省と現在の状況の語りが、前後編双方とも200万回近くの再生回数という大きな反響を呼び、その後、他の多くのYouTubeチャンネルにも出演している。
2022年、統一教会問題が発生した際に、自身のブログや様々なメディアで、オウムの経験に基づいて、情報発信したのが注目を集めた。
2023年、「幸福の科学」の大川隆法、創価学会の池田大作が死去した時に、哀悼とお詫びの表明をするとともに、オウムの経験に基づいて、今後の新しい宗教のあり方について論じ、話題となった。

## エピソード

### 思想
- 「2000年以降は水瓶座の時代で、宗教と科学が融合した霊的科学文明が到来とする」といった趣旨の発言がある（ひかりの輪設立前のアレフ時代の発言）[103]。
- 虹が好きで、アレフ代表就任のときにも雷や虹が出て祝福してくれたという[104]（ひかりの輪設立前のアレフ時代）。ひかりの輪設立後は、虹を「宗教的にも神聖な意味を持つ」と表現している[105]。
- 幼少期に好きだった作品として宇宙戦艦ヤマト、バビル2世、ウルトラマンシリーズ、機動戦士ガンダムを挙げている[39]。
- オウム時代に麻原が好んだ世界情勢予言を行っていた[106]（ひかりの輪設立前のアレフ時代）。
- 妖精の存在を信じている。植物は妖精が管理していると語る[107]。（ひかりの輪設立前のアレフ時代）
- オウム真理教・アレフ(aleph)を脱会して、ひかりの輪を設立してからは、「宗教ではなく宗教哲学として：理性で宗教を解釈し活用する」「心理学・物理学も学び、東西の思想哲学の融合を目指す」などとして、「盲信・強制を排除した思想・哲学・宗教への姿勢」を強調している[108]。
- ひかりの輪において探究する思想については、端的に次の通り述べている。「ひかりの輪では、私を含めたメンバーの過去数十年の体験の反省や成果に基づいて、古今東西のさまざまな思想・哲学・精神科学・医学などを土台として、『古きを温め新しきを知る』精神で学びつつも、非合理的なもの、妄信・迷信・狂信にあたるものは、努めて排除しています。宗教に関して言えば、『神』などの崇拝対象は、その神聖な意識を引き出すシンボルであり、それ自体が唯一絶対ではないと考えています。貴方に必要でなければ、持つ必要はないし、貴方に有益であれば、貴方に合ったものを尊重すればよく、人それぞれで良いと考えています。これは、宗教を信じる自由も信じない自由も認め、宗教間の対立を越えて融和をもたらす新たな思想でもあります。そのため、教室の中でも、皆さんに、日本人に合うと思われる仏像・仏画や、自然のシンボルを紹介することがありますが、それも何ら強制ではありません。嫌でなければ、試していただいたり、気軽に楽しんでもらえればいいものです。言い換えれば、ひかりの輪の学習・実践は、当然『信じれば救われる』というものではなく、皆さんがご自身でよく考えながら学び、納得したものを取捨選択していただくものです。そして、ひかりの輪の指導員も、代表である私を含め、普通の意味の教室の先生ではあっても、不完全な人間の一人です。」[108]

### その他
- しげの秀一の漫画作品『頭文字D』の登場人物である「史浩（ふみひろ）」に関して、名前や容姿から上祐をモデルとしているという所説が存在する。また、同作の後継作である『MFゴースト』においても「上有 史浩（じょうゆう ふみひろ）」という人物が登場しており、『頭文字D』の史浩と同一人物であることが示唆されている[109]。
  - 上祐も自身のFacebookでこの件に触れており、「文字の違いはあるが、そもそもこの発音の氏名を持つ人間は日本に一人しかいない」とした上で、劇中での史浩の役職がチームの「外報部長」であり、上祐のオウム真理教における役職名と同じであることを挙げている。その上で「当時の社会状況を考えると、このキャラが一切炎上を経験しなかったことは非常に不思議」とコメントしている。なお、上祐自身は『頭文字D』自体を知らず、AE86を愛車としていた知人から聞いて初めて知り[110]、知人からは上祐本人が25年間この事実を知らなかったことを驚かれたという[111]。

## 人物評
- 「修行が足りない」「仲間を警察に売った裏切り者」「ただの偏差値秀才」戸塚宏
- 「ディベートはうまいが、相手を言い負かそうとばかりするので、交渉は下手」 - 元信者[112]
- 「すごいヤツと聞いていたのに、対決すると存在感、威圧感がまるで感じられない」 - 有田芳生[113]
- 「自分の父親とか母親のことについてですね、彼が普通なら語らないようなことまで書いているんですよ。 その心境の変化っていうのは、やはり変化として認めておかなければいけないというふう思う」有田芳生[114]
- 「上祐さんは、（宗教）じゃない（宗教を抜け出て）宗教の怖さを、身をもってよーく知ってる。」田原総一朗[115][116]
- 「（上祐氏の著作は）オウム事件関係の類書の中で「もっともよく整理され」「もっとも深く突き詰めている」と評価が高い。… 何と言っても麻原と若い信者たちの心理を、内側から分析したのが出色だ」「優れた知性が全力を挙げて解明せんとした痕跡を、少なくとも筆者は認める」下條信輔[117]
- 「上祐氏は現在、その立場ゆえに批判や非難を受けることも多いが、それはすなわち、氏がオウム事件の責任に応答する主体として、誰よりも正面に立ち続けているということを意味するものだろう。私は少なくともこうした点において、現在の上祐氏を評価したいと考える。しかし、オウム事件に対する応答という責務は、上祐氏一人が背負いきれるものではないし、背負わせて良いものでもない」大田俊寛[118]
- 「初めて会う上祐さんがとてもキラキラしていて、そこから出てくる波動というかオーラが、私を打ちのめすというか圧倒する感じになった（中略）この上祐さんが発するオーラというか波動は何だろうって思って。」「先日のネイキッドでの4時間にも及ぶ討論（？）で、上祐氏が出す衝動波の残像が凄すぎて、次の日の夜、立ち上がれず、突き動かされるように4時間も世田谷界隈を歩き、疑問を自分に問いかけながらただ愚直に歩き続けたのだった。上祐史浩氏のあの波動はなんなのか？」平野悠（ロフトプロジェクト代表）[119][120]
- 「上祐さんは、あれだけの事件に遭遇し、その後も贖罪を背負いながら必死に生きている。その姿には心打たれるものがある（中略）。完全に麻原色は脱却している。（中略）逮捕され、苦しみ、地獄を見たのだろう。大きく脱皮していた。実にバランス感覚のある人になっていた。 誠実だと思った。（中略）そこまで自分を責めなくてもいいだろう、と私などは思った。もしかしたら、一般の宗教という概念を超えたものを目指しているのかもしれない。 そんな感じがした。」鈴木邦男[121]
- 「冷たい人」と評価する人は身近な人ほど多い。ひかりの輪では「万物感謝」を唱えているが、日常生活で「ありがとう」が出ない[122][要出典]。

## 批判
以下の批判は、その根拠の出典のほとんどが “X ディオゲネスの樽”.という同一人物（本名NH・男性）の匿名のブログであり、ほぼ同時期に記載されているものであるが、ひかりの輪によれば、この人物は、自身のホームページで「女性問題」で同団体を出入禁止となった旨を認めているとおり、団体の女性参加者との不倫や、セクハラ騒動を相次いで起こし、さらに参加者の個人情報を公安調査庁に漏らそうとして参加者に苦情が広がったが反省を見せないため、2014年までに参加自粛を要請された者であって、ひかりの輪に関する様々な虚偽の主張を発信しているので、その信頼性・中立性に注意が必要である。
また、同人がひかりの輪を離れて10年以上が経過する間に、ひかりの輪は、宗教ではなく思想哲学の学習教室への転換を含め、継続的に団体改革を実行してきたとしており、その活動の体験談多数を公表している。
なお、これに関連して、ひかりの輪によれば、松本サリン事件の被害者の河野義行が初代委員長を務めたひかりの輪外部監査委員会の指導もあって、2014年以来、多額の謝礼を受け取ってひかりの輪の会員等が公安調査庁に情報提供することを禁止した事情がある（多額の謝礼は経済的な欲望を刺激して証言を歪めるので不適法とされ、公安調査庁がひかりの輪の会員に多額の金品を供与するのも国民の理解を得られないとの外部監査委員の見解があった）。
この背景・経緯には、例えば、上記NHと良く行動を共にした人物が月数十万円もの謝礼を公安調査庁から得ていたと告白し、ひかりの輪とは無関係だが詐欺行為を働いて迷惑をかけ脱会に至ったり、参加者を接待漬けにした挙句に同参加者に立入検査情報を漏らした公安調査官が国家公務員法違反で処罰される事例があったが、上記禁止（公安調査官からの金銭の受領を禁止）措置の導入後、上記ＮＨは「会員でなければ禁止は適用されない」として非会員として参加を継続し、上記のトラブルを起こすに至ったという。公安調査庁が、不適法と思われる多額の謝礼を示して参加者から証言を得ようとする問題は、元公安調査官や一部メディアでも告発されているが、上記NHの証言は、その参加停止後は、公安調査庁が関係する裁判等の証拠では採用されていない。
代表である上祐がひかりの輪のすべてを握っており、オウム真理教における麻原と同じ立場にあり、実際に、上祐の判断で宗教団体から哲学・思想団体に変更したり、教義を変更したり、イニシエーションを行うなど、上祐の権力が大きく上祐がグルになっており、麻原が上祐に変わっただけのカルトと指摘されている。信者の事故死を隠蔽したことが組織防衛オウム真理教が暴走する起点ともなったと言われるが、上祐がひかりの輪の検査忌避を行わせており、その責任を専従スタッフに転嫁されていることも指摘されている。
設立の経緯について、公安調査庁や滝本太郎弁護士はオウム真理教の分派行為で、麻原の教えを残すためだと述べていることについて、上祐は反論しているが、元信者は、アレフから脱会の際に、麻原の意思を理解できるのは麻原が認めた上祐だと言って信者を獲得していった、上祐についてくれば麻原と一緒に転生できると言う等、麻原の教えを残す目的と社会の批判を避けるためであったことが明らかになっている。反省しているという姿勢を示すことで観察処分を外すことを目的としていると言われている。
上祐やひかりの輪はアレフが被害者賠償を行っていないと批判しているが、ひかりの輪の賠償も進んでいないことを隠していると批判されている。
また、被害者賠償についても、施設売却によるまとまった金額の臨時収入があっても賠償額が増えない、信者が賠償用にと支払った金銭も賠償に回っていないとの実態があり、そもそも上祐が賠償契約を締結した際に幹部だった野田成人は存続を容認してもらう為の一つの手段だと述べている。また、上祐はトークショーで賠償について、税金の摘発逃れのためだったと述べている。
謝罪と賠償を掲げるが、上祐は地下鉄サリン事件の被害者に会って直接謝罪をしたこともなく、霞ヶ関への献花も行ったことない。
地下鉄サリン事件の遺族で被害者の会代表世話人の高橋シズヱさんも、上祐が国会賠償に言及したことについて、「思い上がりではないか。あの人は、未だに私たちに謝罪もしていない」と憤慨する。
上祐は、ひかりの輪を立ち上げ、存続している理由について、賠償の実行には団体が不可欠だとし、「解散した後の個人には、賠償する法的な責任がなくなります。基本的に、賠償責任は団体が負っており、個人が負ってはいません」と主張している。しかし、野田は個人的に賠償を続けており、破産管財人だった阿部三郎弁護士も認めているとの指摘があるが、野田による賠償は契約等による法的な責任に基づくものではなく、上祐の主張が誤っているわけではない。
多くの元信者から被害者団体になされた寄付は、ひかりの輪やアレフが支払った金額に遠く及ばないとする一方で、オウム脱会者と一般人の寄付は1億円に満たないが、ひかりの輪よりは多いという指摘もある。
また、被害者支援機構との話し合いで年間の最低支払義務は300万円、努力目標が800万円と設定されたが、初年度の2007年には400万円、2008年に800万円だったものの、その後は2013年を除き300万円台となり、2023年3月以降は毎月50万円（年間600万円ペース）となっている。
滝本太郎弁護士は、教団が実際に解散するなら今ある財産の限り支払って了解とし、賠償を目的とした存続を否定している。
上祐はサリンプラントの責任者で、70トンの製造には研究室レベルを何千と作ればよいと提案するなどしていたにもかかわらず、松本サリン事件については教団の関与を知らなかったと述べるなど嘘を付いていると批判されている。
また上祐は炭疽菌やボツリヌス菌の製造にも関わっており、そのことは本人も認めているが、結局は生物兵器が無毒であったため事件化されなかった。しかし、炭疽菌の製造に際して上祐は「絶対にこのプロジェクトは成功させるからな」と何度も述べており、「絶対に人を殺せる炭疽菌を作って、絶対に無差別大量殺人を実行するからな！」と決意していたと野田成人は語っている。
元信者の吉田英子さん殺人事件について、上祐は週刊新潮が指摘するまで口外せず隠しており、批判された。そして、週刊新潮に指摘された際に、ひかりの輪内部向けには同意殺人だったと説明しており、反省もしていないと批判されている。また、上祐は、吉田英子さんの親の代理人を務めていた加納弁護士とトークショーを行っており、その際、加納弁護士が行方不明者が10人以上いると言っていたが、吉田さんのことを隠蔽していたと批判されている。
脱会を希望する信者に対して上祐は暴言をはいたり、投げ飛ばしたり口が切れるまで殴ったりといった暴力を振るっている。
ひかりの輪の立ち上げの経緯（麻原の教えを残すために分かれる等）、麻原からの上祐の評価等、実際にあった事実とは異なる都合のよいことを後で発表し、歴史修正を行っていると批判されている。また、時系列を無視した記載をして、麻原の影響力がないとの印象操作を行っているとも批判されている。
2010年、アレフ問題の告発と対策というブログを開設すると共に、アレフの偽装ヨガ教室を暴露するなど、アレフ批判するようになった。これはアレフの実態を憂慮しての行為ではなく、ひかりの輪の観察処分取消訴訟を有利に運ぶためのもので、そもそも上祐がアレフの代表時代から偽装ヨガ教室を開いていたと批判されている。アレフを批判し、脱会支援を掲げるが、そもそもアレフと同じオウム真理教の後継団体であり、観察処分を同様にかけられる関係にあり、アレフの脱会支援は単に派閥闘争と指摘されている。
「上祐は嘘をつくのがワークなんです。彼が言っていることを信じてはいけない。また同じような事件を起こす可能性はあるし危険である。ひかりの輪も解体されるべきだ。」と滝本太郎弁護士は述べている。
麻原次男、三女を敵視しており、ことあるごとに批判しており、事件を起こしたのは一世信者たちが、二世に対して事件を背負えと責任転嫁しているとの指摘がある。

## 略歴
- 1962年12月 - 福岡県に生まれる。
- 1969年 - 小学校2年の時に東京都世田谷区へ転居。
- 1978年 - 世田谷区立池尻中学校（現：世田谷区立三宿中学校）卒業、早稲田大学高等学院進学。
- 1981年 - 早稲田大学高等学院卒業、早稲田大学理工学部電子通信学科に入学。
- 1985年 - 早稲田大学理工学部電子通信学科卒業、早稲田大学大学院理工学研究科に進学。人工知能を専攻。
- 1986年 - オウム神仙の会に入会。
- 1987年 - 早稲田大学大学院理工学研究科修士課程修了、工学修士、宇宙開発事業団（現・宇宙航空研究開発機構）に就職。1ヶ月の研修期間終了と同時に退職し同年5月1日付でオウムの出家信者となる。クンダリニーヨーガの成就を認定され大師となる。
- 1988年 - ニューヨーク支部に派遣され、翌年帰国。
- 1989年 - マハームドラーの成就を認定され正悟師となる。
- 1990年 - 第39回衆議院議員総選挙で真理党から東京5区で立候補したが落選。風船細菌爆弾開発を担当。
- 1992年 - ロシア支部に派遣される。大乗のヨーガの成就を認定され正大師となる。
- 1993年 - 亀戸異臭事件（ただし不能犯と認定され、誰も刑事訴追されていない）、サリンプラントに関わる。同年秋にロシア支部長となる。
- 1995年3月 - 地下鉄サリン事件発生後ロシアから帰国（この事件では訴追されていない）。
- 1995年10月7日 - 逮捕される（国土法違反などで懲役3年の実刑）。
- 1999年12月29日 - 広島刑務所を出所。
- 2002年1月29日 - 「アーレフ」教団代表に就任。
- 2003年10月 - 麻原回帰派の反発により教団運営から隔離され、自室にこもる。
- 2007年3月8日 - アーレフを脱退し、松本死刑囚の教義を完全排除した新団体を設立すると発表。
- 2007年5月7日 - 松本死刑囚の教義を完全排除した新団体ひかりの輪を設立、代表に就任。万物が一体であり、オウムのように社会を善悪の二元に分けることを否定する、「一元思想」を提唱している[175]。
- 2009年7月6日 - ひかりの輪の代表として、オウム真理教事件の被害者団体（オウム真理教犯罪被害者支援機構）と賠償契約を締結した。
- 2013年12月31日 - ひかりの輪の代表として、宗教団体ではなく、思想哲学の学習教室に改革する規約を採択した。

## 著書
- 『覚醒新世紀』東山出版（2002年）ISBN 483440076X
- 『上祐史浩が語る―苦悩からの解放』東山出版（2002年）ISBN 4834400727
- 『上祐史浩が語る〈2〉心の解放と神秘の世界』東山出版（2003年）ISBN 4834400786
- 『オウム事件 17年目の告白』扶桑社（2012年）ISBN 978-4594067496[176][177][178]
- 『終わらないオウム』鹿砦社、上祐史浩, 鈴木邦男,徐裕行の共同著者、田原総一朗監修（2013年）ISBN 978-4846309497
- 『危険な宗教の見分け方』 ポプラ社、上祐史浩、田原総一郎の共著（2013年）ISBN 978-4591136768
- 『地下鉄サリン事件20年被害者の僕がききます』　dZERO、上祐史浩、さかはらあつしの共著（2015年）ISBN 978-4-8443-7676-7

## 寄稿・インタビュー
- 季刊誌『宗教問題』宗教法人オウム真理教が解散したころ（2022年秋季号）[179]2017年秋季号「国家と宗教はなぜ暴走するのか 上祐史浩×大田俊寛×西道弘×三浦小太郎」[180]
- ネットニュース『MONEY VOICE』「宗教二世」被告の弱さと旧統一教会の欠陥　[181]“宗教二世”問題の根深さ。宗教が力を失った日本はどこへ向かうのか？(2023年2月)　[182]
- 「朝日新聞」解散命令、効果と限界　明覚寺・オウム真理教(2023年10月)[183]
- 「FLASH」オウム麻原元死刑囚の「池田大作をサリンで殺せ」指令「サリンは創価学会が散布」発言を上祐史浩氏が懺悔(2023年11月)[184]
- 『FRIDAY DIGITAL』元オウム幹部だからわかる！上祐史浩氏「解散命令を請求された旧統一教会でこれから起こる」戦慄の未来(2023年11月)[185]

### テレビ出演
- 池上彰の選挙ライブ（テレビ東京）[186]
- NHKスペシャル「未解決事件 File.02 オウム真理教～オウムvs警察知られざる攻防～」（NHK総合）[186]
- 独占スクープ!池上彰VSオウム6人の証言者 （テレビ東京）[186]
- 世紀の瞬間&未解決事件 4時間半スペシャル （テレビ朝日）[186]
- オウムは今も生きている… ～総力追跡!地下鉄サリン事件20年～ （テレビ東京）[186]
- オウム20年目の真実～暴走の原点と幻の核武装計画～ （テレビ朝日）[186]
- 世紀の瞬間&日本の未解決事件スペシャル （テレビ朝日）[186]
- スーパーJチャンネル（テレビ朝日）[186][187]
- 羽鳥慎一モーニングショー（テレビ朝日）[186][187]
- 報道1930（BS-TBS）[188]
- Mr.サンデーSP（フジテレビ）

### インターネット番組
- 田原総一朗、上祐史浩との対談について語る。[189]
- 街録ch〜あなたの人生、教えて下さい〜元オウム真理教・上祐史浩【前編】[96]上祐史浩【後編】[97]【あわせたい２人_水道橋博士×上祐史浩_街録chスピンオフ】[190]
- 丸山ゴンザレスの裏社会ジャーニー【オウム真理教の誕生】[191]【地下鉄サリン事件、坂本弁護士事件】[192]
- ニューズ・オプエド「特集・オウムと陰謀論」[193]「宗教と陰謀論」[194]
- 新日本文化チャンネル桜「政治と宗教の深淵」[195]「戦後日本と宗教」[196] 「これでいいのか政治と宗教」[197]
- 「上祐史浩からみた陰謀論」カンニング竹山の土曜The NIGHT（Abemaテレビ）[198]
- JBpress「上祐史浩が語る①～③」ウェブ[199][200][201]YouTube[202][203][204]
- 【週刊！(裏)本庄強】上祐史浩氏の対談[205]
- 家田荘子ちゃんねる【第1章 JAXAからオウ●へ出家】[206]【第2章 ロシアでの布教活動中に起きたあの事件の裏側】[207]【最終章 獄●からのメッセージとは!?】[208]
- ドントテルミー荒井の「大人の教養TV」「【麻原の素顔】上祐さんに誕生からオウムの崩壊まで聞きました」[209]
- Koji Channel【対談】ターザン山本 上祐史浩[210]麻原とは何者だったか[211]
- トマホークTomahawk【池田大作死去】元幹部と教祖の息子に聞いてみた[212] 「宮台真司×上祐史浩」【前編:なぜ高学歴エリートがカルトにハマるのか？】[213] 【後編:無差別殺人はなぜ起こる？】[214]

### 映画
- 「わたしの魔境」(国内外11映画祭入選受賞)

### 公開対談
- 家田荘子(作家)と対談：上祐史浩VS極妻作家・家田荘子『統一教会・オウムetc、今注目の宗教問題と今後の行方』[215]
- 長井秀和（市会議員、元創価二世）、酒生文弥（僧侶、事業家）、深月ユリア（女優、ジャーナリスト）と対談：専門家が大集合で宗教問題・大討論！ 統一・オウム・幸福・創価・伝統宗派etc[216]
- 角由紀子（オカルトライター）＋深月ユリア（ジャーナリスト）＋白神じゅりこ（予言・滅亡研究家）と対談：専門家大集合で、噂の滅亡予言・霊言をすべて大検証！[217]
- 大島てる（事故物件公示サイト代表）と対談『上祐史浩vs大島てるサティアンvs事故物件炎のトークショー』[218][219][220][221]
- 中山市朗（作家・オカルト研究者）、竹内義和（作家・プロデューサー）と対談：『超絶オカルト談義』〜上祐史浩vs中山市朗vs竹内義和〜[222]
- 宏洋（元幸福の科学教祖後継者・映画監督）、中川晴久（キリスト教会牧師・カルト研究者）と対談　スペシャルトークイベント 「宗教問題・超専門家が大討論！ 旧統一教会、幸福の科学、オウム、創価etc」[223]
- 安藤よしひで（創価学会「被害者の会」代表）、小川寛大（『宗教問題』編集長）と対談「激論！今後の宗教と政治：元教団幹部とジャーナリスト大集合」上祐史浩×安藤よしひで×小川寛大[224]
- ターザン山本（元週刊プロレス編集長）と対談〈当日のレポ〉『異業種ガチンコ討論　ターザン山本VS上祐史浩：宗教・プロレス・AI＆高齢化時代！』[225]
- 立川こしら（落語家）と対談『上祐史浩×立川こしら～宗教思想家vs落語家～異業種ガチンコトーク対決』[226]
- 水道橋博士（お笑いタレント、元参院議員）と対談『水道橋博士VS上祐史浩：宗教と政治と芸能界のカルト性を大討論！』[227]
- 竹内義和（作家・プロデューサー）と対談『上祐史浩VS竹内義和：宗教・芸能・政界・世界に広がるカルト問題を大討論！』[228]
- 平野悠（ロフトグループ創始者）、岩本太郎（ライター）と対談：オウム事件・ロフト創設から30年、元オウム幹部、ロフト創業者、常連ライターが語る～日本の失われた30年の宗教・政治・社会の過去と現在と今後の不安と希望！[229]
- 宮台真司(社会学者)、許光俊(慶大教授)、酒生文弥(光寿院住職)と東京都内で対談
- ニポポ（ミュージシャン）と対談：『激論：上祐史浩vsニポポ：:宗教・オウム・カルト・陰謀論・政治問題』[230]
- 小川寛大（『宗教問題』編集長）、宏洋（元幸福の科学教祖後継者）、佐藤信顕（佐藤葬祭代表）対談：専門家が徹底討論！今急速に衰える葬式文化と宗教、今後はどうなる？[231]
- 竹本良（UFO研究家）、深月ユリア（ジャーナリスト）、白神じゅりこ（滅亡予言研究家）と対談：超専門家大集合で、滅亡予言からUFO問題まで、楽しく大討論！[232]